# 氷炎 死んでもいい
『氷炎 死んでもいい』（ひょうえん しんでもいい）は、東海テレビが制作し、フジテレビ系列で、1997年3月31日 - 6月27日に放送された昼のテレビドラマである。放送時間は月曜から金曜の13:30-14:00。全13週、65回。
原作は髙樹のぶ子の『氷炎』。

## あらすじ
料理学院のフランス料理講師でテレビでも料理研究家として活躍する氷見子は、エンジニアの夫・武雄、20歳の娘・佐和、姑の里子と暮らしている。ある日、氷見子の昔の恋人・光介がフランスから帰国し、上司に就任する。お互いに幸せな家庭を築いていた2人だったが、23年ぶりに再会し青春時代の思いが蘇り、再び恋に落ちていく。しかし、二人の不倫の恋は、互いの家族に憎悪からくる不幸な出来事を招くのであった。

## キャスト
- 佐藤氷見子：小川知子
- 松戸光介：速水亮
- 佐藤武雄：下條アトム
- 佐藤佐和：川幡由佳
- 佐藤里子：市川千恵子
- 松戸雅子：一柳みる
- 松戸香津子：堀江奈々
- 森田：井田州彦（現・井田國彦）
- 多賀基史
- 三浦リカ
- 明石知也
- 麻生奈津子（現・あさいゆきの）　ほか

## スタッフ
- 原作：髙樹のぶ子『氷炎』
- 脚本：小森名津
- 演出：奥村正彦、松生秀二、安室修、藤木靖之
- 音楽：林哲司
- 企画：出原弘之
- プロデューサー：中根康邦、大久保直実、高木秀隆
- 技術協力：ビデオフォーカス、Kカンパニー、メディアイン
- 美術協力：山崎美術、ケイエッチケイアート
- 制作：東海テレビ放送、ビデオフォーカス

## 主題歌
- 『死んでもいい〜nothing lasts forever』 歌：国分友里恵